# Заозёрный (Тюменская область)
Заозёрный — посёлок в Ишимском районе Тюменской области России. Административный центр Первопесьяновского сельского поселения.

## География
Посёлок находится у озера Песьяное, на расстоянии 22 км (по прямой) к северу от города Ишим, административного центра района.

### Часовой пояс
Посёлок Заозёрный, как и вся Тюменская область, находится в часовой зоне МСК+2. Смещение применяемого времени относительно UTC составляет +5:00.

## История
Возник как центральная усадьба совхоза «Песьяновский».

## Население
| 2010 |
| ---- |
| 526  |

### Национальный состав
Согласно результатам переписи 2002 года, в национальной структуре населения русские составляли 86 % из 630 чел.